# Brigecinos

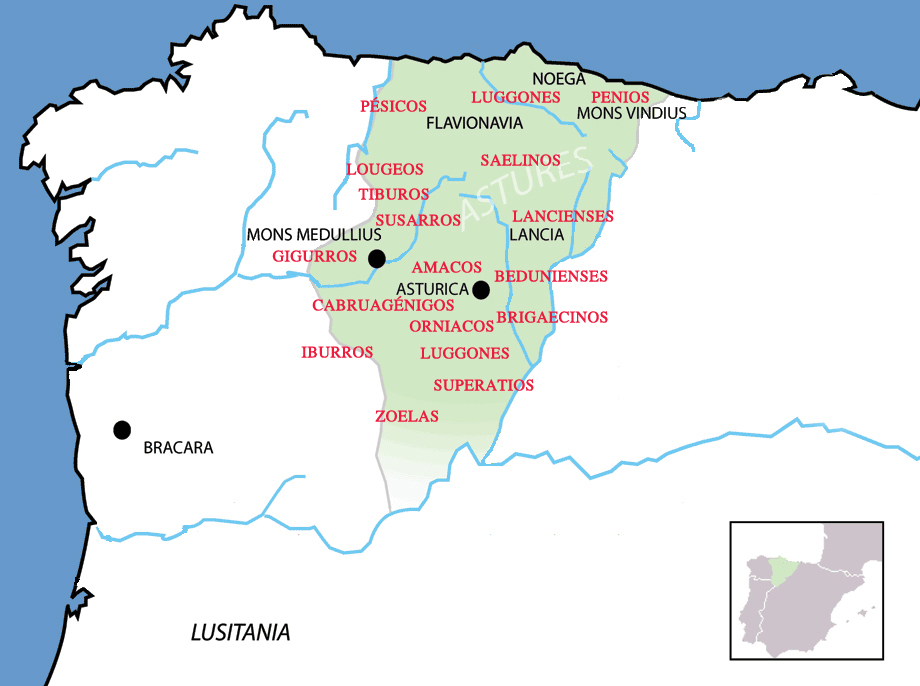
El Convento Asturicense con los pueblos prerromanos que formaban parte de él.

Los Brigaecinos eran una tribu de los astures augustanos.
Su capital era Brigaecia, junto a la actual Benavente.
Eran el pueblo astur más meridional. Estaban en contacto con Roma desde tiempo atrás, siendo aliados de los romanos durante las Guerras Cántabras, avisando al legado imperial Publio Carisio de la ofensiva astur del invierno de 25 a. C.
- Datos: Q13146831